# セム・ドレスデン
セム・ドレスデン（Sem Dresden, 1881年4月20日 アムステルダム – 1957年7月30日 デン・ハーグ）はオランダの音楽教師・音楽評論家・作曲家。

## 略歴
商人の家庭に生まれる。アムステルダムでベルナルト・ズヴェールスに師事して音楽の学習を始める。1903年にベルリンに移ってハンス・プフィッツナーに入門。帰国後の1905年から1914年まで、ラーレンやアムステルダム、ティールで聖歌隊長として合唱指揮者を務めた。1914年に9名からなる無伴奏合唱団を設立し、1915年からオランダやベルギーで音楽に関する講師を務めた。1918年に現代オランダ作曲家協会を設立するが、1924年に頓挫した。1919年にアムステルダム音楽院の作曲法の教授となり、1924年に院長に昇進した。1937年から1941年まで、後に1945年から1949年まで、ハーグ王立音楽院の院長に就任。1949年に教育界から引退すると作曲に没頭し、ようやく最晩年になって数々の主要な作品を創り上げた。『テレグラフ （De Telegraaf ）』誌に音楽批評を寄せたほか、現代音楽に関する2つの著書を遺している。
主な門人にウィレム・ヴァン・オッテルローやコル・デ・フロート等がいる。
高田勇の翻訳で知られる同名の歴史作家セム・ドレスデン（1914年～2002年）は、息子である。

## 主要作品一覧

### 管弦楽曲
- 主題と変奏 （1913年）
- クラリネット独奏と管弦楽のための《シンフォニエッタ》Symphonietta （1938年）
- 組曲《舞踏の閃光》Dansflitsen （1951年）

### 協奏的作品
- ヴァイオリン協奏曲 第1番 （1936年）
- ヴァイオリン協奏曲 第2番 （1942年）
- オーボエ協奏曲
- ピアノ協奏曲
- フルート協奏曲
- オルガン協奏曲

### 室内楽曲
- ヴァイオリンとピアノのためのソナタ （1905年、 アムステルダムにてカール・フレッシュにより初演）
- ピアノと弦楽合奏のための六重奏曲 （1911年6月、アムステルダム）
- 木管楽器とピアノのための3つの三重奏曲 （1912年および1914年、アムステルダム）
- 2つのオーボエとコーラングレーのための三重奏曲 (1912年、アムステルダム）
- ピアノとヴァイオリンのための組曲（3曲、 1911年-20年）
- チェロとピアノのためのソナタ （1918年1月14日、アルンヘム、トマス・カニベスと作曲者自身）
- フルートとハープのためのソナタ （1918年11月6日、デン・ハーグ）
- 無伴奏ヴァイオリン・ソナタ （1943年）
- 無伴奏チェロ組曲 （1943年-47年）

### 鍵盤楽曲
- 2台のピアノのための二重奏曲 （1914年1月31日、アムステルダム、ロル姉妹）
- Hor ai dolor （1950年）

### 歌劇
- Toto （1945年）
- 《フランソワ・ヴィヨン》Francois Villon （1956年-57年。ヤン・ムルの楽器配置による）

### 合唱曲
- 無伴奏合唱曲《後朝の歌》Wachterlied （1919年8月27日、アムステルダム）
- 《哀悼の合唱曲》Chorus Tragicus （1927年）
- O Kerstnacht （1939年）
- モテット《聖母は天に昇らせたもう》Assumpta est Maria （1943年）
- オラトリオ《聖アントニウス》Saint Antoine （1953年）

### 声楽曲
- ソプラノと管弦楽のための《レンブラントの「サウルとダビデ」》Rembrandt's Saul en David （1956年）

## 参考資料
- Don Randel, The Harvard Biographical Dictionary of Music (Harvard, 1996), 226.
- A. Eaglefield-Hull (Ed.), A Dictionary of Modern Music and Musicians (Dent, London 1924), 126.
- Pétronio, Arthur, "Une Compositeur Moderne," De Kroniek, Dec 1918.
- Pétronio, Arthur, (article on Sem Dresden), La Revue Musicale, Paris 1922.